# Георгиос Визиинос
Георгиос Визиинос (грч: Γεώργιος Βιζυηνός) био је грчки писац, песник и преводилац. Сматра се једним од најбитнијих личности грчке књижевности. Његово право име било је Георгиос Михаилидис, али је познатији по имену Визиинос које је добио по месту где је рођен, Визии (грч:Βιζύη).

## Биографија
Рођен је у Визии у Источној Тракији 8. марта 1849. Његова породица била је сиромашна и отац му је умро од тифуса кад је Георгиос имао 5 година. Са 10 година одлази у Константинопољ, где остаје 3 године. Након тога одлучује да се врати у школу и остаје у Константинопољу до 18. године. 1868. године одлучује да оде на Кипар где је живео 4 године где и студира. 1872. године враћа се у Константинопољ, где 1873. објављује своју прву збирку песама (Ποιητικά πρωτόλεια). Одлучује да оде у Атину и настави школовање, где 1874. учествује у универзитетском такмичењу и осваја награду за своју песму Κόδρος. Пошто није био задовољан студијама у Атини, учи немачки и 1875. одлази у Немачку где студира филологију и филозофију. Пошто заврши студије у Немачкој, одлази у Париз 1882. где упознаје Деметриоса Викеласа (грч: Δημήτριος Βικέλας), који га подстиче на писање нових дела. Након неколико објављених збирки песама, објављује своју прву приповетку, Грех моје мајке (Το αμάρτημα της μητρός μου) 1883. у часопису Εστία. Ово дело је прва етографска приповетка и има велики значај за грчку књижевност. Исте године објављује још једну приповетку, Ко је убица мог брата (Ποίος ήτον ο φονεύς του αδελφού μου). Након смрти Зарифиса, постаје професор на универзитету у Атини, али врло брзо одлучује да напусти Атину и врати се у своје родно место. 1890. почиње да има проблеме са здрављем и у великим је боловима, због чега није у могућности да ради. Одлази на лечење у Аустрију али не успева да се опорави. Због чињенице да је био заљубљен у 14-годишњу студенткињу Бетину Фравасили, завршава у менталној болници, где и умире 15. априла 1896.

## Начин писања
Визииносове приповетке су биле етографског карактера. То значи да су имале елементе традиције и описе грчких села и њихових житеља. Поред етографског, његове приповетке су имале и психолошки караткер, тако што је приповедао унутрашње мисли и осећања ликова, како бисмо лакше разумели њихове емоције и начин размишљања. Такође се јавља и аутобиографски карактер пошто је за имена својих ликова користио имена своје породице и других људи из свог живота, али сама радња дела није стваран догађај. У свом делу Мосхов-Селим (Μοσκώβ-Σελήμ) нарација је у другом лицу једнине и тиме писац постиже интимност и присност са читаоцем. Његове приповетке често имају више од једног наратора. Његов начин писања окарактерисан је као колебање између старог и новог. С обзиром на то да се у Грчкој јавио проблем језичког питања, Визиинос је користио катаревусу у нарацији, а димотику у дијалозима у својим делима.

## Дела
Визиинос је првобитно писао поезију, али се њом није прославио. Писао је песме за децу и играо је значајну улогу у развоју овог жанра јер је успео да покаже нежност и да је укомбинује са својим знањем о менталном свету. Тек касније је почео да пише приповетке по којима је и данас познат.

### Збирке песама
- Ποιητικά Πρωτόλεια (1873)
- Ο Κόδρος (1874)
- Βοσπορίδες Αύραι (1876)
- Ατθίδες Αύραι (1883)

### Приповетке
- Το αμάρτημα της μητρός μου (1883)
- Ποιος ήταν ο φονεύς του αδερφού μου (1883)
- Μεταξύ Πειραιώς και Νεαπόλεως (1883)
- Πρωτομαγιά (1884)
- Το μόνον της ζωής του ταξίδιον (1884)
- Ο Μοσκώβ-Σελήμ (1895)